# لوي واتانابي
لوي واتانابي (累 部 累 واتانابي روي) حاملة لقب مسابقة ملكة جمال الذي مثل اليابان في مسابقة ملكة جمال العالم 2007 في الصين. كانت أيضًا واحدة من المتسابقين النهائيين في نسخة 2008 من ملكة جمال اليابان. أطلقت شركة اليوغا الخاصة بها تدعى Sunroom Yoga في عام 2011.

## الروابط الخارجية
- - Official Site
- Sunroom Yoga - Official Site
- Official Lui Watanabe Blog (Japanese)
- - YouTube page

| سبقه Kazuha Kondo | Miss World Japan 2007 | تبعه Mizuki Kubodera |